# アンモニウムジニトラミド
アンモニウム ジニトラミド （英 : Ammonium dinitramide (ADN) ）は   化学式 [NH
4][N(NO
2)
2]で表される無機化合物である。 ジニトラミン酸 HN(NO
2)
2のアンモニウム塩である。 アンモニウムカチオン と[NH
4]+
  ジニトラミドアニオン −
N(NO
2)
2でできている。ADN は分解すると窒素、酸素、水のみを放出する。
ADNはすぐれた固体燃料ロケット酸化剤である。比推力は過塩素酸アンモニウムよりもわずかに高く、腐食性で環境に有害である塩酸煙を生じない。
軍事的にも塩酸煙を生じないことは煙による発見を防ぐために望ましい性質である。
塩素を含まないため排気ガスの分子量が小さく、より低温で高速な排気ガスを生成でき銃、ロケット推進薬として優れている。
しかしながら、ジニトラミド塩は高温や衝撃で過塩素酸塩より爆発しやすい性質がある。
ADNは一液式液体燃料ロケット推進剤としても優れている。ヒドラジンよりも推力密度、比推力が高く、また毒性が低く一般的な商業航空機による空輸も可能である。